# Willi Stoph

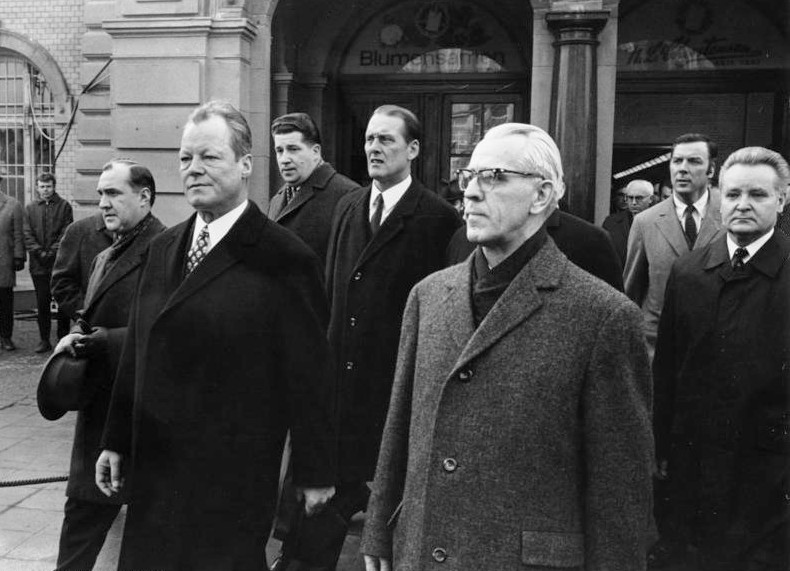
Möte med Willy Brandt i Erfurt 1970.

Willi Stoph (tyskt uttal: ˈvɪli ˈʃtoːf), född 9 juli 1914 i Schöneberg i Berlin, död 13 april 1999 i Berlin, var en tysk politiker (SED).

## Biografi
Stoph tillhörde från grundandet och fram till sammanbrottet för Östtyskland dess innersta maktcirkel. Han var under perioden 1964 till 1989 landets regeringschef utom 1973-1976, då han efterträdde Walter Ulbricht som statschef men tvingades överge den posten för partichef Erich Honecker. 
Efter folkskolan utbildade sig Stoph till murare. Han blev medlem i det tyska kommunistpartiet (KPD) 1931. 1935-1937 gjorde han värnplikten inom artilleriet och ryckte in i det militära igen 1940, sedan andra världskriget hade brutit ut. I krigets slutskede, i april 1945, tillfångatogs han av den sovjetiska armén, släpptes i juli samma år och fick en ledande ställning inom KPD:s avdelning för byggindustrin.

## Politisk karriär i DDR
År 1950 blev Willi Stoph ledamot av SED:s centralkommitté (ZK) och ledamot av Volkskammer (det östtyska parlamentet). Han behöll båda dessa poster ända till den kommunistiska regimens sammanbrott 1989. 1952-1955 var Stoph inrikesminister, och som sådan hade han officiellt förfogande over alla väpnade styrkor i landet. Efter att Folkupproret i Östtyskland 17 juni 1953 hade slagits ned, blev Stoph ledamot av SED:s politbyrå. 1956-1960 var han försvarsminister, vilket innebar att han också var ställföreträdande i Warszawapaktens överkommando. 1962-1964 var han förste ställföreträdande ordförande för ministerrådet (regeringen) och tillhörde från 1963 också statsrådet (det kollektiva organ vars ordförande var Östtysklands statschef), innan han 1964 vid Otto Grotewohls död efterträdde denne som ministerpresident och ställföreträdande ordförande för statsrådet. 1970 hade han ett par möten med den västtyske förbundskanslern Willy Brandt som var starten för de tysk-tyska relationerna. 
Efter Walter Ulbrichts död 1973 blev han i stället ordförande för statsrådet och således i praktiken statschef, men 1976 träder han tillbaka från den posten och blir återigen ministerpresident och ställföreträdande ordförande för statsrådet, när SED:s partiledare Erich Honecker krävde Ulbrichts gamla post som ordförande för statsrådet. 
Stoph fortsätter i dessa roller fram till regimens sammanbrott 1989. Redan 1986 försökte han få Michail Gorbatjovs stöd för att avlägsna Honecker från makten, men inte förrän den 18 oktober 1989 har han möjlighet att få Honecker att lyda sitt råd att avgå. Redan mindre än en månad senare, den 7 november, avgår Stoph själv tillsammans med hela sin regering, under trycket av demonstrationer och massflykt till Västtyskland. Han erkänner inför Volkskammer att hans regering inte har tagit sitt politiska ansvar, men lägger den huvudsakliga skulden för Östtysklands sammanbrott på Honecker och Günter Mittag. Den 8 november avgår SED:s hela politbyrå, inklusive Stoph, och den 17 november avskedades han från statsrådet och avgår från Volkskammer. Den 3 december uteslöts Stoph ur SED av partiets centralkommitté.

## Rättsprocess
Den 8 december inleddes en förundersökning mot Stoph med anledning av misstänkt maktmissbruk och korruption och han häktades. Han släpptes ur häkte i februari 1990 av hälsoskäl. Efter Tysklands återförening hösten 1990 inleddes 1991 en rättsprocess mot honom för möjlig skuld i dödsskjutningarna av de som försökte fly från öst till väst över Berlinmuren, men förfarandet ställdes in 1993 på grund av Stophs dåliga hälsa. År 1994 beslutade Berlins förvaltningsdomstol att Stoph inte får tillbaka det kapital på 200 000 DM som hade beslagtagits från honom. Willi Stoph begravdes i Wildau i Brandenburg.